# Tonight: Franz Ferdinand
Tonight: Franz Ferdinand – trzeci album studyjny szkockiej grupy indierockowej Franz Ferdinand.

## Lista utworów
1. "Ulysses" (3:13)
2. "Turn It On" (2:23)
3. "No You Girls" (3:44)
4. "Twilight Omens" (2:32)
5. "Send Him Away" (3:01)
6. "Live Alone" (3:31)
7. "Bite Hard" (3:28)
8. "What She Came For" (3:36)
9. "Can't Stop Feeling" (3:05)
10. "Lucid Dreams" (7:58)
11. "Dream Again" (3:20)
12. "Katherine Kiss Me" (2:56)

## Pozycje na listach
| Lista | Kraj   | Pozycja |
| ----- | ------ | ------- |
| OLiS  | Polska | 17      |